# Thérèse Raquin (1928)
Thérèse Raquin is een Duitse dramafilm uit 1928 onder regie van Jacques Feyder. Het scenario is gebaseerd op de gelijknamige roman uit 1867 van de Franse auteur Émile Zola. De film is wellicht zoekgeraakt.

## Verhaal
Thérèse Raquin is getrouwd met de door zijn moeder verwende Camille. Ze wordt verliefd op Laurent. Tijdens een ruzie met zijn rivaal sterft Camille. Vervolgens worden Thérèse en Laurent echter afgeperst door een onbekende.

## Rolverdeling
| Acteur                  | Personage       |
| ----------------------- | --------------- |
| Gina Manès              | Thérèse Raquin  |
| Hans Adalbert Schlettow | Laurent         |
| Jeanne Marie-Laurent    | Mevrouw Raquin  |
| Wolfgang Zilzer         | Camille Raquin  |
| La Jana                 | Susanne Michaud |
| Paul Henckels           | Grivet          |
| Charles Barrois         | Michaud         |
| Peter C. Leska          | Rolin           |